# Метрополь (альманах)
Альманах «Метрополь» — збірник непідцензурних текстів відомих літераторів Белли Ахмадуліної, Андрія Вознесенського, Євгена Рейна, Володимира Висоцького, та ін, що не допускались до офіційного друку.
Видано накладом 12 примірників в  Москві в 1979 році у самвидавівським способом. Оформлення альманаху — Борис Мессерер, Давид Боровський.
Один з примірників альманаху був нелегально вивезений до США і опубліковано видавництвом «Ардіс Паблішинг» спочатку репринтних способом, а згодом у новому наборі.

## Учасники

### Автори
- Аксьонов Василь Павлович
- Алешковський Юз
- Апдайк Джон Хоєр
- Арканов Аркадій Михайлович
- Ахмадуліна Белла Ахатівна
- Баткін Леонід Михайлович
- Бітов Андрій Георгійович
- Вахтін Борис Борисович
- Вознесенський Андрій Андрійович
- Висоцький Володимир Семенович
- Горенштейн Фрідріх Наумович
- Єрофєєв Віктор Володимирович
- Іскандер Фазіль Абдулович
- Карабчиївський Юрій Аркадійович
- Кожевников Петро Валерійович
- Кублановський Юрій Михайлович
- Липкін Семен Ізраїльович
- Лиснянська Інна Львівна
- Попов Євген Анатолійович
- Ракитін Василь Іванович
- Рейн Євген Борисович
- Розовський Марк Григорович
- Сапгір Генріх Веніамінович
- Тростников Віктор Миколайович

### Оформлювачі
- Боровський Давид Львович
- Мессерер Борис Асафович